# بيتس إلكترونيكس
بيتس إلكترونيكس المحدودة (بالإنجليزية: Beats Electronics LLC)‏ (تعرف أيضا باسم Beats by Dr. Dre) هي شركة تابعة لشركة أبل، تقوم بإنتاج المنتجات الصوتية. يقع مقر الشركة الرئيسي في كولفر سيتي، كاليفورنيا، الولايات المتحدة الأمريكية، تأسست الشركة من قبل المنتج الموسيقي ومغني الراب دكتور دري وأيفاي جيمي.
يتركز خط إنتاج الشركة التابعة في المقام الأول على سماعات الرأس ومكبرات الصوت. تم تصنيع خط المنتج الأصلي للشركة في شراكة مع شركة المعدات الصوتية والمرئية شركة مونستر كابل. بعد نهاية العقد الذي أبرمته مع الشركة، قامت بيتس بالمزيد لتطوير منتجاتها بشكل داخلي. في عام 2014، توسعت الشركة في سوق الموسيقى على الإنترنت مع إطلاق خدماتها موسيقى بيتس.
في عام 2011، ذكرت مجموعة NPD أن حصة بيتس في السوق كانت 64٪ في الولايات المتحدة لسماعات الرأس بأسعار أعلى من 100 دولار، وبلغت قيمة العلامة التجارية في الولايات المتحدة مليار دولار في أيلول 2013.
كانت الشركة لفترة من الزمن مملوكة بأغلبية من قبل شركة صناعة الهواتف التايوانية إتش تي سي. خفضت الشركة حصتها إلى 25٪ في عام 2012، وباعت حصتها المتبقية مرة أخرى إلى الشركة في عام 2013. وفي الوقت نفسه، حلت مجموعة كارليل محل HTC كمساهم أقلية، جنبا إلى جنب مع دكتور دري وأيفاي في وقت متأخر من عام 2013. وفي 1 آب 2014، استحوذت شركة أبل على بيتس بصفقة نقدية وأوراق مالية بقيمة 3 مليارات دولار، وكانت أكبر عملية استحواذ في تاريخ شركة أبل.

## التاريخ

### التكوين
تأسست Beats في عام 2006 بواسطة منتج الموسيقى د. Dre والمدير التنفيذي لشركة التسجيل Jimmy Iovine. أدرك Iovine مشكلتين رئيسيتين في صناعة الموسيقى: تأثير القرصنة على مبيعات الموسيقى وجودة الصوت المتدنية التي تقدمها سماعات الأذن البلاستيكية Apple. تذكر Iovine أن دري قال له: «يا رجل، إنه شيء يسرق الناس موسيقاي. إنه شيء آخر تدمير الشعور بما عملت عليه.» سعى إيوفين للحصول على آراء موسيقيين «ذوق رائع»، مثل MIA ، فاريل ويليامز، ويل.آي.أم، وجوين ستيفاني خلال مرحلة النمو المبكرة. اشتركت Beats في البداية مع Monster Cable ‏ ، الشركة المصنعة لمكونات الصوت والفيديو ومقرها بريسبان ، كاليفورنيا، لتصنيع وتطوير أول منتجات تحمل علامة Beats ، وظهرت لأول مرة منتجها، "Beats by Dr . Dre Studio"، في 25 يوليو 2008.
للترويج لمنتجاتها، اعتمدت Beats بشكل أساسي على موافقات من البوب والهيب هوب المؤديين الموسيقيين، بما في ذلك وضع المنتج ضمن فيديو موسيقي، والشراكة مع موسيقيين ومشاهير آخرين لتطوير منتجات علامة تجارية مشتركة. ساعد استخدام Beats لـ المصادقات من قبل الموسيقيين تستهدف الشركة بشدة الخصائص الديموغرافية لـ الشباب البالغ.

## وصلات خارجية
- الموقع الرسمي